# Crash (1996)
Crash är en kanadensisk drama-thrillerfilm från 1996 i regi av David Cronenberg, baserad på J.G. Ballards roman Crash från 1973.

## Handling
En före detta forskare har efter en allvarlig bilkrasch blivit helt besatt av bilar och den, enligt honom, råa sexuella laddningen som uppstår med offer från bilkrascher. Forskaren, tillsammans med ett offer för bilkrascher som han lärt känna börjar att ha sex i olika sorters bilar. Saker och ting går snart överstyr...

## Rollista i urval
- James Spader – James Ballard
- Holly Hunter – Dr. Helen Remington
- Elias Koteas – Dr. Robert Vaughan
- Deborah Kara Unger – Catherine Ballard
- Rosanna Arquette – Gabrielle